# Black Rock Studio
Black Rock Studios Limited fue un estudio desarrollador de videojuegos con sede en Brighton, Inglaterra. Fue una división de Disney Interactive Studios. El estudio fue fundado por Tony Beckwith en 1998 como Pixel Planet. Fue adquirido por el Climax Group en 1999 y pasó a llamarse Climax Brighton. En 2004, se convirtió en Climax Racing, ya que Climax cambió el nombre de sus estudios. El 28 de septiembre de 2006, fue adquirido por DIS (anteriormente conocido como Buena Vista Games en ese momento) y finalmente pasó a llamarse Black Rock Studio en 2007. El último juego que el estudio desarrolló para Climax fue MotoGP '07, que terminaron luego de su adquisición por Buena Vista Games. El nombre del estudio, al ser cambiado por Black Rock, deriva de un distrito de Brighton. A principios de 2011, la compañía enfrentó despidos y se vio obligada a abandonar las secuelas de Pure y Split/Second. A pesar de las buenas críticas que ambos videojuegos recibieron, sus malas ventas hicieron que Disney rechazó ambas secuelas para centrarse en el contenido freemium, como el Champions Alliance que no pudieron finalizar.
El 30 de junio de 2011, Disney Interactive Studios anunció su intención de iniciar un proceso de consulta sobre la propuesta de cerrar los estudios. Más tarde se confirmó que el estudio había sido cerrado y que varios de los 300 exempleados habían formado nuevos estudios, incluidos Studio Gobo, Roundcube Entertainment, ShortRound Games, Boss Alien y Hangar 13 Brighton.

## Videojuegos
| Año                    | Título                               | Plataforma(s)                       |
| ---------------------- | ------------------------------------ | ----------------------------------- |
| como Climax Brighton   |                                      |                                     |
| 2002                   | Gumball 3000                         | PlayStation 2                       |
| 2002                   | MotoGP: Ultimate Racing Technology   | Windows, Xbox                       |
| 2002                   | Rally Fusion: Race of Champions      | GameCube, PlayStation 2, Xbox       |
| 2003                   | ATV: Quad Power Racing 2             | GameCube, PlayStation 2, Xbox       |
| 2003                   | MotoGP: Ultimate Racing Technology 2 | Windows, Xbox                       |
| 2003                   | The Italian Job                      | GameCube, PlayStation 2, Xbox       |
| 2003                   | Hot Wheels: World Race               | GameCube, PlayStation 2, Windows    |
| como Climax Racing     |                                      |                                     |
| 2004                   | ATV Offroad Fury 3                   | PlayStation 2, PlayStation Portable |
| 2004                   | Crash 'n' Burn                       | Xbox, PlayStation 2                 |
| 2004                   | Hot Wheels: Stunt Track Challenge    | Xbox, PlayStation 2, Windows        |
| 2005                   | MotoGP: Ultimate Racing Technology 3 | Windows, Xbox                       |
| 2006                   | MotoGP '06                           | Xbox 360                            |
| 2006                   | ATV Offroad Fury 4                   | PlayStation 2, PlayStation Portable |
| 2007                   | MotoGP '07                           | Windows, Xbox 360                   |
| como Black Rock Studio |                                      |                                     |
| 2008                   | Pure                                 | PlayStation 3, Windows, Xbox 360    |
| 2010                   | Split/Second                         | PlayStation 3, Windows, Xbox 360    |